# Henriette Arndt
Henriette Arndt (* 13. Mai 1892 in Regenwalde; † Mai 1942 im Vernichtungslager Kulmhof) war eine deutsche Lehrerin.

## Leben und Wirken
Henriette Arndt war das vierte Kind von Georg Arndt, einem Geheimen Sanitätsrat, und dessen Frau Rosa, geborene Lichtenstein. Sie hatte zwei Brüder und drei Schwestern. Beide Eltern waren jüdischer Herkunft und vermutlich Mitglieder der örtlichen Gemeinde. Die religiöse Orientierung der Familie ist nicht näher bekannt. Während der Vater die zwei Söhne taufen und konfirmieren ließ, unterließ er dies bei den vier Töchtern.
Arndts Mutter starb um 1900, nachdem sie ein Kind entbunden hatte, woraufhin ihr Vater erneut heiratete. Während ihre Brüder ein Abitur am Humanistischen Gymnasium in Greiffenberg ablegten, ist über Henriette Arndts Jugend und Schulbildung nichts bekannt. Sie dürfte jedoch ebenfalls eine höhere Schulbildung bekommen haben. Ihre drei Schwestern starben früh. Während der zwei Jahre ältere Bruder Leopold Medizin studierte und die Praxis des Vaters übernahm, besuchte Henriette Arndt das Lehrerseminar in Kolberg, heute Kołobrzeg, wo sie eine Lehrerausbildung absolvierte.
Am 7. Juni 1913 nahm Arndt die Berufstätigkeit als Lehrerin auf und trat am 1. Oktober 1914 in den Schuldienst der Stadt Hamburg ein, wo sie in den Krieg eingezogene Lehrkräfte vertreten sollte. Vom 1. April 1920 bis 1933 unterrichtete sie in Festanstellung an der Höheren Töchterschule Schulweg 31/33 in Eimsbüttel, an den Mädchenschulen Papendamm 3a und der Lutterothstraße 36. Ab 1931 lehrte sie zudem an der neuen Mädchenschule mit Oberbau Graudenzer Weg 34 (heutige Gesamtschule Alter Teichweg in Dulsberg).
Um 1931 heiratete sie den Kaufmann Friedrich Kirchhoff, trennte sich aber bald wieder von ihm und nahm den Mädchennamen wieder an. Henriette Arndt war zu dieser Zeit eng mit ihrer Arbeitskollegin Charlotte Beug befreundet, mit der sie auch nach 1933 gemeinsame Urlaube verbrachte.
Nach der Machtergreifung durch die Nationalsozialisten wurde Arndt nach dem Gesetz zur Wiederherstellung des Berufsbeamtentums am 29. Juli 1933 aus dem Dienst entlassen. Ein Gehalt erhielt sie bis zum 31. Oktober 1933, anschließend ein Ruhegeld in Höhe von 166,97 Reichsmark, was der Hälfte der vorherigen Bezüge entsprach. Sie versuchte mehrfach erfolglos, eine Anstellung an der Jüdischen Mädchenschule in der Carolinenstraße zu erhalten. Anfang 1936 bekam sie die Möglichkeit, sieben Kinder in einer jüdischen Privatschule in der Villa von Rahel Liebeschütz-Plaut der Tochter von Hugo Plaut, am Schanzkamp 52 in Blankenese zu unterrichten. Liebeschütz-Plaut hatte zuvor gemeinsam mit ihrem Mann, dem Historiker Hans Liebeschütz, nach einer verkehrsgünstig gelegenen und religiös liberal eingestellten Bildungseinrichtung für ihren achtjährigen Sohn gesucht, der die Grundschule in Blankenese verlassen musste, da die Familie jüdischen Glaubens war. Arndt unterrichtete nun auch Hebräisch und jüdische Religion, obwohl sie sich dem Judentum nicht verbunden fühlte und war ab dem 28. April 1933 Mitglied der Deutsch-Israelitischen Gemeinde Hamburg.
Kurz vor Weihnachten 1938 emigrierte Rahel Liebeschütz-Plaut nach England; ihr Mann folgte im Frühjahr 1939. Rahel Liebeschütz-Plaut hatte sich zuvor erfolglos um eine Einreisegenehmigung für Henriette Arndt nach England bemüht. Nachdem die jüdische Schule in Blankenese 1939 schloss, arbeitete Arndt kurzzeitig an einer jüdischen Schule in Lübeck. Nach der Reichspogromnacht vom 9. November 1938 musste Arndt eine Judenvermögensabgabe leisten und einen Teil ihrer Wertpapiere veräußern, wodurch sie ungefähr die Hälfte ihres Vermögens verlor und sich ihre finanzielle Situation verschlechterte. Nach Berechnungen des Amtes für Wiedergutmachung hatte sie 6262,13 Reichsmark in fünf Raten zu zahlen.
Nachdem ein Lehrer seine Anstellung zu ihren Gunsten aufgeben hatte, konnte Arndt am 1. Oktober 1940 eine Lehrtätigkeit an der Volks- und Höheren Schule für Juden in Hamburg annehmen. Sie hoffte zu dieser Zeit noch, das Land verlassen zu können. Im April 1941 erhielt sie die Kündigung aufgrund von durch die Nationalsozialisten verfügten Sparmaßnahmen. Arndt setzte ihre Lehrtätigkeit ab Juni 1941 unentgeltlich fort und wurde somit nicht zu einem Arbeitseinsatz mit körperlicher Schwerstarbeit herangezogen. Am 25. Oktober 1941 wurden Henriette Arndt und ihre Kolleginnen Rebecca Rothschild und Dorothea Bernstein mit dem ersten Zug von Hamburg nach Lodz deportiert. Hier lebte sie im Ghetto Litzmannstadt; gemäß dortigen Aufzeichnungen bezog sie am 9. Januar 1942 gemeinsam mit elf weiteren Bewohnern ein Zimmer in der Rauchgasse 25.
Bis Anfang Mai 1942 hatte Henriette Arndt Briefkontakt mit Charlotte Beug; nachfolgende Post wurde mit dem Vermerk „unbekannt verzogen“ retourniert. Zwischen dem 4. und 15. Mai 1942 wurde Henriette Arndt im Vernichtungslager Kulmhof vergast. Die Hamburger Finanzbehörde zog am 22. Januar 1943 ihr Restvermögen in Form von Wertpapieren in Höhe von 12.200 Reichsmark, das zur Hälfte aus dem Nachlass ihres Vaters stammte, ein. Ende 1945 wurde Henriette Arndt auf Grundlage eines Beschlusses des Hamburger Amtsgerichts für tot erklärt.

## Andenken

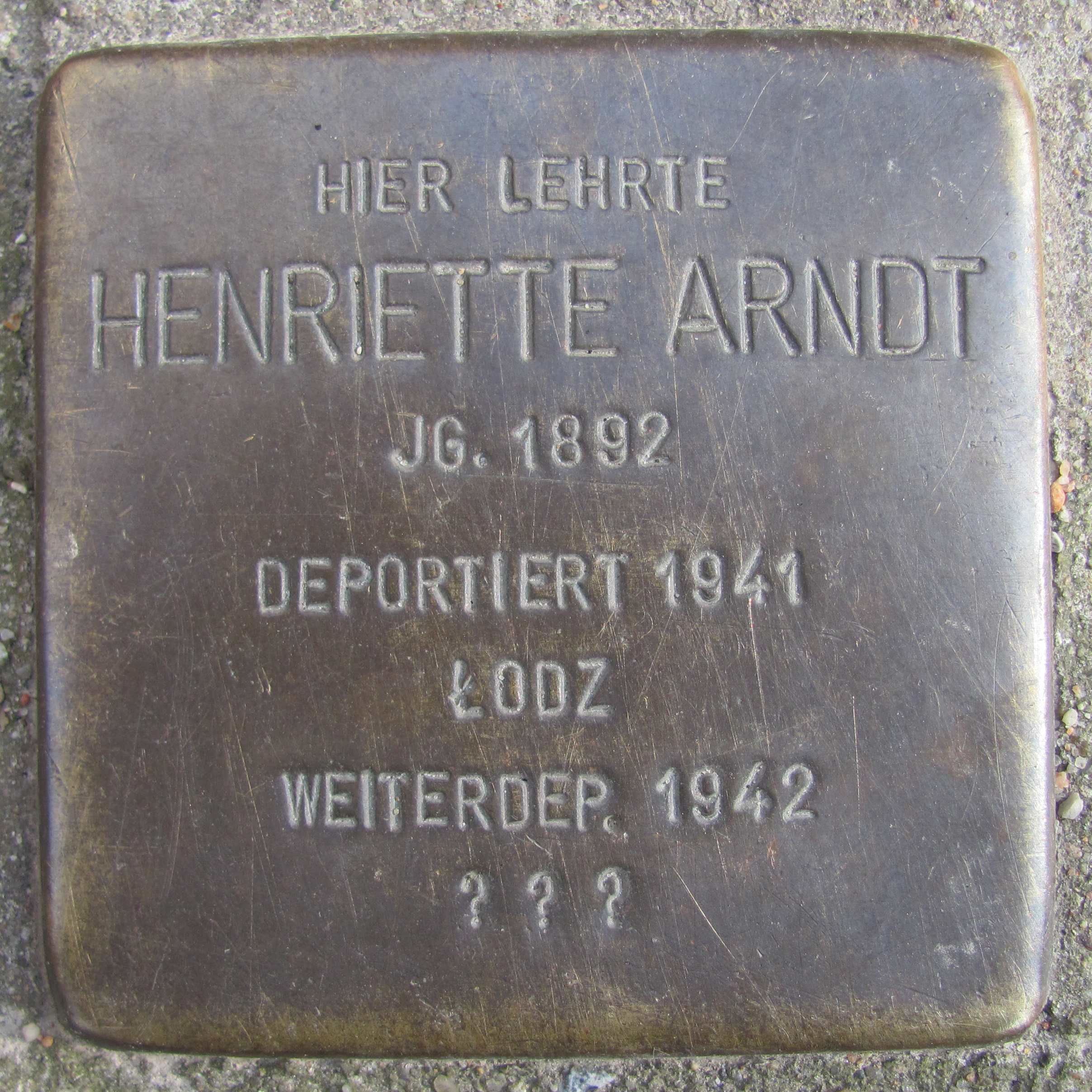
Stolperstein für Henriette Arndt am Alten Teichweg 200

Gemäß Aufzeichnungen von Charlotte Beug wurde Henriette Arndt im März 1956 bei der Feier zum 25-jährigen Bestehen der Schule am Alten Teichweg gedacht. Am 29. April 1994 wurden Plaketten für Henriette Arndt und Hugo Plaut am ehemaligen Schulgebäude in Blankenese enthüllt. In Hamburg sind zwei Stolpersteine für Henriette Arndt verlegt worden: Ein Stolperstein befindet sich vor ihrer letzten Wohnung an der Semperstraße 67 in Winterhude, ein weiterer Stein an der Grundschule am Alten Teichweg 200.